# AG Волка
AG Волка (лат. AG Lupi) — одиночная переменная звезда в созвездии Волка на расстоянии приблизительно 433 световых лет (около 133 парсеков) от Солнца. Видимая звёздная величина звезды — от менее +16,5m до +13m.

## Характеристики
AG Волка — оранжевая пульсирующая переменная звезда, мирида (M:) спектрального класса K. Эффективная температура — около 4102 K.